# The Best of Keane
The Best of Keane é o primeiro álbum compilatorio do grupo britânico Keane, lançado em 11 de novembro de 2013, pela Island Records.
O propósito para o lançamento da coletânea é para comemorar os 10 anos de sucesso e de carreira do trio, que mais tarde se tornou um quarteto, desde o lançamento do primeiro single comercial "Everybody's Changing", em 2003.

## Anuncio
O anuncio foi feito no site oficial no dia 16 de agosto de 2013, nele vai conter os maiores sucessos da banda + b-sides do Hopes and Fears, Under The Iron Sea, Perfect Symmetry e Strangeland, "My Shadow" original do Night Train. Além dos singles e b-sides, três novas musicas serão lançadas: "Higher Than the Sun" e "Won't Be Broken", escritas durante a Strangeland era, além da inédita "Russian Farmer's Song". 

## Singles
"Higher Than the Sun" foi anunciada como novo single da banda, com lançamento mundial no dia 27 de setembro, no programa The Chris Evans Breakfast Show, da BBC Radio 2. O vocalista Tom Chaplin estava presente no programa também.
O video de "Higher Than The Sun", que retrata os 10 anos da banda em uma animação, passando por cada fase vivida e mostrando todos os albuns da banda, foi lançado no dia 2 de outubro, no YouTube. 
"Won't be Broken" é o próximo single da banda, com o lançamento no dia 20 de janeiro de 2014. 

## Faixas
Disco 1
1. Everybody's Changing
2. Somewhere Only We Know
3. Bend and Break
4. Bedshaped
5. This Is the Last Time
6. Atlantic
7. Is It Any Wonder?
8. Nothing in My Way
9. Hamburg Song
10. Crystal Ball
11. A Bad Dream
12. Try Again
13. Spiralling
14. Perfect Symmetry
15. My Shadow
16. Silenced by the Night
17. Disconnected
18. Sovereign Light Café
19. Higher Than the Sun
20. Won't Be Broken

Disco 2
1. Snowed Under
2. Walnut Tree
3. Fly to Me
4. To the End of the Earth
5. The Way You Want It
6. Something in Me Was Dying
7. Allemande
8. Let It Slide
9. He Used to Be a Lovely Boy
10. Thin Air
11. The Iron Sea
12. Maybe I Can Change
13. Time to Go
14. Staring at the Ceiling
15. Myth
16. Difficult Child
17. Sea Fog (Live in Ciudad de Mexico)
18. Russian Farmer's Song

## References
1. ↑  «keanemusic.com». Keanemusic.com. Consultado em 16 de agosto de 2013. Arquivado do original em 20 de agosto de 2013
2. ↑  «keane.com.br». Keane.com.br. Consultado em 16 de agosto de 2013
3. ↑  «Higher Than The Sun to be new single». Keanemusic.com. 23 de setembro de 2013. Consultado em 30 de setembro de 2013. Arquivado do original em 3 de outubro de 2013
4. ↑  «keanemusic.com single». Keanemusic.com. Consultado em 2 de outubro de 2013
5. ↑  «Won't be Broken to be next single». Keanemusic.com. Consultado em 18 de dezembro de 2013. Arquivado do original em 9 de fevereiro de 2014